# مقياس القطيرات

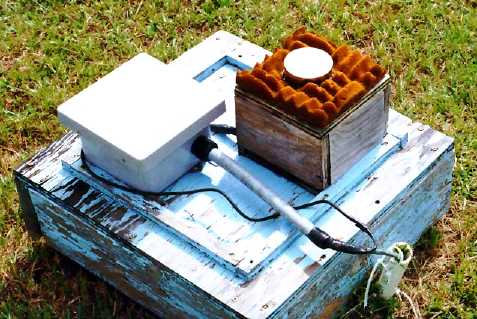
مقياس القطيرات في إيفرغليدز

مقياس القطيرات (بالإنجليزية: Disdrometer)‏ هو أداة تُستخدم لقياس توزيع حجم قطرات المطر والسرعة المتجهة للهطول. تمّيز بعض هذه الأجهزة المتطورة بين المطر والبَرَد الدقيق والبَرد.
استخدامات مقياس القطيرات عديدة. إذ يمكن استخدامها في المراقبة الجوية والتجارب العلمية ونظم مراقبة المطارات، وفي علم المياه. تستخدم الأجهزة الأحدث موجات صغرية أو تقنية الليزر. ويمكن استخدام مقياس القطيرات المزود بإمكانية تسجيل فيديو ثنائي الأبعاد في تحليل ندف الثلج.